# Farmington (Iowa)
Pour les articles homonymes, voir Farmington.

Localisation de Farmington en Iowa

Farmington est un village situé dans le Comté de Van Buren en Iowa.
Il a été incorporé en 1841, c'est le plus ancien village du comté.
La population y était de 664 habitants en 2010.